# Jean-Christophe (tiểu thuyết)
Jean-Christophe là bộ tiểu thuyết trường thiên dài 10 tập của nhà văn Romain Rolland, xuất bản trong những năm 1904-1912. Bộ tiểu thuyết là lý do chính giúp tác giả nhận được Giải Nobel Văn học năm 1915. Tập cuối cùng của bộ truyện cũng giành giải thượng Viện Hàn lâm Pháp năm 1912.
Nhiều nét dựa trên cuộc đời của Beethoven (người mà Rolland vừa viết tiểu sử), Jean-Christophe đặt vào bối cảnh nước Đức-Pháp cuối thế kỉ 19 đầu thế kỉ 20, đặc biệt là nhiều khía cạnh của xã hội Pháp dưới thời Đệ tam Cộng hòa mà tác giả muốn lên án. Nhiều chương đoạn trong tác phẩm được dành cho phê bình nghệ thuật, từ âm nhạc, thi ca tới kiến trúc, hội họa châu Âu.

## Tóm tắt cốt truyện
Jean-Christophe Kraft sinh ra trong một gia đình có truyền thống âm nhạc, ông và cha đều là nhạc công trong dàn nhạc cung đình của vương công một xứ miền nam Đức. Sớm tỏ ra có năng khiếu soạn nhạc và chơi nhạc, năm 7 tuổi rưỡi cậu đã biểu diễn lần đầu ở nhà hát địa phương. Ông nội mất, cha ngày càng nghiện rượu rồi cũng một ngày bị chết đuối, từ khi còn rất nhỏ Jean-Christophe đã là tay vĩ cầm thủ số 2 trong dàn nhạc cung đình để nuôi gia đình gồm mẹ và 2 em trai. Cậu không được học hành cũng như dạy dỗ các lễ nghi cư xử. Ở tuổi thiếu niên cậu đi dạy nhạc cho con cái nhà giàu để kiếm thêm tiền cho gia đình. Người bạn đầu tiên của cậu là Otto, một cậu bé con nhà giàu luôn khâm phục Kraft và phát triển một tình cảm thân thiết đến nỗi cả hai bị xấu hổ phải tránh mặt nhau. Ở tuổi 15, lần đầu tiên cậu nhận được sự quan tâm của phụ nữ. Một bà quý tộc, Josepha von Kerich mới góa chồng đưa con gái là Minna về nhà ở nông thôn, sát cạnh nhà cậu, chịu tang. Cảm mến tài năng của Jean-Christophe, bà cho phép cậu sang chơi với Minna và dạy cậu học. Khi Minna và Jean-Michel phát triển tình yêu trẻ con, bà tìm cách chia lìa hai người và Minna sớm quên cậu sau một chuyến nghỉ đông.
Khi nhà chỉ còn mấy mẹ con, họ phải bán nhà đến thuê tại gia đình Euler, sống với những người ồn ào và giàu định kiến. Jean-Christophe có tình cảm với Sabine, một thiếu phụ góa với đứa con nhỏ 9 tuổi thường xuyên bị mọi người hắt hủi. Sabine cũng có tình cảm với Jean-Michel nhưng họ chưa kịp thổ lộ với nhau thì Sabine mất. Thấy tuyệt vọng vì cuộc sống bức bối, Jean-Christophe trở nên sống bất chấp, có quan hệ yêu đương với một cô gái bán hàng ở chợ nhiều đam mê (Ada), bị xúi giúc viết báo khuynh hướng xã hội và bị cả thị trấn và sau đó là lâu đài quay lưng lại. Mất việc ở lâu đài cùng mất các chỗ dạy thêm, đời sống của anh trở nên khốn quẫn. Một ngày tham gia vào một vụ phản kháng binh lính cướp bóc ở một làng quê, Jean-Christophe buộc phải trốn khỏi quê hương. Một nhạc sĩ lớn nhất đương thời, thần tượng của Kraft hồi nhỏ, đã từ chối chấp nhận bảo trợ anh, buộc anh phải đi đến Pháp, nơi anh không biết một ai và mãi từ bỏ họ Kraft.
Ở Paris, thời gian đầu Jean-Christophe bị một tay nhạc sĩ Do Thái bóc lột viết nhạc thuê với giá rẻ mạt, trước khi có thể bắt đầu sống bằng tài năng của mình. Anh làm quen với Olivier Jeannin, một nhà thơ trẻ hâm mộ anh và có một người chị là Antoinette với tình yêu thầm kín dành cho anh từ lâu nhưng đã qua đời vì lao động quá sức để nuôi em. Hai anh em sống với nhau thân thiết cho đến khi Olivier thành danh, lấy một người vợ kiêu kỳ đẩy anh này tới cái chết. Jean-Christophe tuy chia sẻ với tình cảnh khốn cùng của những người lao động nhưng không tán thành đường lối của những người tự gọi mình là "xã hội", nhưng tham gia nhiệt tình khi cách mạng bùng lên. Bị đàn áp, ông lưu lạc sang Ý và rồi Thụy Sĩ, trước khi trở về Pháp với vinh quang rực rỡ, lúc các tác phẩm của anh cuối cùng được công chúng nhìn nhận giá trị. Ở Ý ông sống với người yêu, một cô bé mồ côi Cécile trở thành nữ hầu tước, nhưng họ không bao giờ lấy nhau. Ông mất ở Paris sau khi chứng kiến con gái của Cécile và con nuôi của ông, tức con trai của Olivier, sống bên nhau hạnh phúc.

## Các tập truyện
Truyện gồm 10 tập:
1. L'Aube ("Bình minh", 1904)
2. Le Matin ("Buổi sáng", 1904)
3. L'Adolescent ("Chàng thanh niên", 1904)
4. La Révolte ("Nổi loạn", 1905)
5. La Foire sur la place ("Hội chợ trên quảng trường", 1908)
6. Antoinette (1908)
7. Dans la maison ("Trong nhà", 1908)
8. Les Amies ("Những người bạn gái", 1910)
9. Le Buisson ardent ("Bụi cây rực cháy", 1911)
10. La Nouvelle Journée ("Ngày mới", 1912)

Bộ tiểu thuyết đôi khi chia làm 3 phần, 4 tập đầu gọi chung là Jean-Christophe, 3 tập sau là Jean-Christophe ở Paris và 3 tập cuối là Kết thúc cuộc hành trình. Bộ tiểu thuyết này được dịch sang tiếng Việt làm 4 tập bởi Tảo Trang, Nguyễn Xuân Huy, Trần Hữu Mai, in bởi Nhà xuất bản Văn học từ năm 1976 tới 1981.